# 文塞斯劳吉马良斯
文塞斯劳吉马良斯是巴西巴伊亚州的一个市镇。总面积661.792平方公里，总人口29251人，人口密度44.2人/平方公里。